# Thymulin
Thymulin (còn gọi là tuyến ức Factor như Thymalin hoặc theo tên cũ của nó Facteur Thymique Serique) là một nonapeptide sản xuất bởi hai quần thể biểu mô khác biệt trong tuyến ức đầu tiên được mô tả bởi Bạch vào năm 1977. Nó đòi hỏi kẽm cho hoạt động sinh học. Trình tự peptide của nó là H-Pyr-Ala-Lys-Ser-Gln-Gly-Gly-Ser-Asn-OH.
Hormone này được cho là có liên quan đến sự biệt hóa tế bào T và tăng cường các hoạt động của tế bào T và NK. Bên cạnh tác dụng khá paracrine hoặc tự động hữu cơ này trên hệ thống miễn dịch phụ thuộc tuyến ức, Thymulin dường như cũng có tác dụng thần kinh. Tồn tại hai tương tác hai chiều giữa biểu mô tuyến ức và trục dưới đồi - tuyến yên (ví dụ, thymulin theo nhịp sinh học và nồng độ ACTH tăng cao về mặt sinh lý tương quan dương với nồng độ huyết tương thymulin và ngược lại ).
Một trọng tâm gần đây đã được về vai trò của thymulin như là một tác nhân đối với các chất trung gian/cytokine tiền viêm. Một chất tương tự peptide của thymulin (PAT) đã được tìm thấy có tác dụng giảm đau ở nồng độ cao hơn và đặc biệt là tác dụng chống viêm thần kinh trong hệ thần kinh trung ương. Astrocytes dường như là mục tiêu của thymulin cho hiệu ứng này. Các nhà nghiên cứu hy vọng sẽ phát triển các loại thuốc ngăn chặn các quá trình viêm liên quan đến các bệnh thoái hóa thần kinh và thậm chí là thấp khớp với sự trợ giúp của các chất tương tự thymulin.
Hơn nữa, thymulin có liên quan đến chứng chán ăn.